# Jean XVIII
Jean XVIII, né Giovanni Fasano, est consacré 141e pape le jour de Noël en 1003, charge dont il démissionne en juin 1009. Il est le fils d'un prêtre romain nommé Leo et porte le nom, avant son accession au trône pontifical, de Phasanius.
Comme ses prédécesseurs Jean XVI (antipape) et Jean XVII, il doit son élection à l'influence de la famille de Jean Crescentius. Les principales réalisations de son pontificat consistent principalement à régler des détails de l'administration ecclésiastique. Il confirme ainsi les possessions et privilèges de plusieurs églises et couvents ; autorise différents dons à des institutions religieuses ; confère des privilèges ecclésiastiques au siège épiscopal de Mersebourg venant d'être restauré ; donne son accord lors du synode romain de juin 1007 à la création de l'évêché de Bamberg, créé et doté par l'empereur du Saint-Empire Henri II ; et confère le pallium aux archevêques Mégingaud de Trèves (1008–1015) et Alphège de Cantorbéry (1006–1012). Jean XVIII s'oppose avec force aux prétentions de l'archevêque Léotheric de Sens (999–1032) et de l'évêque Foulque Ier d'Orléans (1004–1012), qui refusaient d'autoriser l'abbé de Fleury, Gauzlin de Fleury (1004–1030), d'user des privilèges que lui avait alloués Rome, et essayent de lui faire brûler les chartes papales. Le pape s'en plaint auprès de l'empereur du Saint-Empire, et convoque les deux prélats devant son tribunal sous la menace de censures ecclésiastiques pour tout le royaume de France. Il est reconnu à Constantinople comme Évêque de Rome.
Son épitaphe — sa sépulture se situant dans l'Antique basilique vaticane — indique qu'il a soumis les Grecs et a surmonté un schisme. Son nom apparaît sur les diptyques de l'Église byzantine. Selon un catalogue des papes, il meurt au monastère Saint-Paul près de Rome, où il s'est retiré comme moine.